# Frente de Unidad Democrática Popular Benishangul-Gumuz
El Frente de Unidad Democrática Popular Benishangul-Gumuz (FUDPBG; en amárico: የቤንሻንጉልና ጉሙዝ ሕዝቦች ዴሞክራሲዊ አንድነት) fue un partido político de Etiopía.

## Historia
El FUDPBG surgió de una conferencia de 1996 dirigida por el ex vice primer ministro Tamrat Layne. Antes de la conferencia, las relaciones entre el Frente Democrático Revolucionario del Pueblo Etíope (EPRDF) dominante y su socio, el Movimiento de Liberación Popular de Benishangul (BPLM) se habían vuelto tensas, y el MLPB era ineficaz debido al faccionalismo interno. La conferencia anunció que sus miembros habían acordado que "todas las partes deben evaluar y limpiarse de 'simpatizantes del FLO', 'partidarios de los intervencionistas sudaneses' y 'funcionarios corruptos'". Con lo cual, bajo la dirección de los cuadros del EPRDF, los miembros no solo de la MLPB, sino también de los otros cinco partidos étnicos en la región de Benishangul-Gumuz, se sometieron a una agotadora sesión de gimgema o autocrítica; aquellos que se descubrieron que admitieron sus debilidades satisfactoriamente se les permitió inscribirse en los nuevos partidos que se estaban formando. 

Primero, el BPLM, que había tenido un reclamo panregional, se redujo a Bertha y pasó a llamarse EBPDO . En segundo lugar, los dos partidos étnicos distintos que afirmaban representar; los Mao y los Komo se fusionaron para establecer la Organización Democrática Popular de Mao-Komo (MKPDO). Los partidos étnicos Gumuz y Boro-Shinasha permanecieron sin muchos cambios. Las cuatro organizaciones se unieron para formar un nuevo frente inspirado en el EPRDF y llamado BGPDUF.
Asnake Kefale Adegehe

El 1 de diciembre de 2019 se disolvió voluntariamente en favor de una nueva agrupación con el nombre de Partido de la Prosperidad.

## Resultados electorales
En las elecciones de 2005, el partido ganó 8 escaños, todos de la región de Benishangul-Gumuz.  
En las elecciones de la Asamblea Regional de 2000, el BGDUF ganó 71 de 80 escaños en el parlamento de Benishangul-Gumuz. En las elecciones a la asamblea regional de agosto de 2005, el partido ganó 85 de 99 escaños en Benishangul-Gumuz. En las elecciones parciales de 2008 para la legislatura regional, el BGPDUF ganó 5 escaños.